# 裴德思
托尔斯滕·于尔根·帕特伯格（德語：Thorsten Jürgen Pattberg；1977年6月20日—)，汉名裴德思，生于德国哈姆，是中国北京大学前研究者，作家和文化评论家。 他是东西方二分法（The East-West Dichotomy) 的作者。

## 生平
裴德思完成了司法书记员的学徒生涯，并在哈姆市的司法部门工作，后来在明斯特市工作至2001年。 他在爱丁堡大学学习亚洲研究和梵语，在复旦大学和北京大学学习比较文学。 裴德思曾在日本东京大学和美国哈佛大学担任访问研究者。 2012年，他在中国北京大学获得博士学位。师于季羡林、杜维明。
裴博士的作品涉及东西方文化的比较问题。 除其他外，他还考虑了语言帝国主义、术语竞争，以及由此产生的西方在解释中国方面的主权，特别是通过将东亚术语系统地翻译成圣经或哲学术语。
例如，他认为关于文化霸权意图的文化相关术语的翻译从根本上值得怀疑。在专着《圣人》中，裴德思将儒家的圣人概念描述为西方不存在的亚洲智慧原型，类似于佛教中的“菩萨”和“佛”。由此可见，裴博士的核心要求不是翻译最重要的东亚术语，尤其是中华文明核心词，而是将它们整合到全球词汇表中。

## 中华文明的核心词问题
在时任中国国务院副总理刘延东和中共中央总书记习近平的赞助下，裴德思作为《中华思想文化术语》的作者，在中国官方媒体北京电视台BTV播出。  根据中国国务院官方网站，其目的是通过国家汉办和孔子学院等出版传播中国理念和政治学说。 裴德思为中国日报、 北京评论、环球时报和其他中国媒体撰写专栏，声称，除其他外，“历史上没有任何强国通过成为民主国家而变得伟大”。

## 著作
专著
- Shengren: Beyond Philosophy and Above Religion. LoD Press, New York 2011. ISBN 978-0984209118. (中文: 德国语境中的中国”圣人“概念. 博士论文, 北京2011.)
- The East-West Dichotomy: The Conceptual Contrast Between Eastern and Western Cultures. Foreign Language Press, Peking 2013. ISBN 9787119085821. (中文: 东风与西风：一个德国人眼中的中西方文化. 外文出版社，北京 2013.)
- 多语的知识 (Englisch: Knowledge is a Polyglot), Foreign Language Press, Peking 2021. ISBN 979-8477465415.
- Shove Your Democracy... With an Essay on the Transformation of Germany, LoD Press, New York, 2022. ISBN 979-8490638957.

小说
- Die Lehre vom Unterschied. Erzählung. 1. Auflage. Brighton Verlag, Framersheim 2019, ISBN 978-3958766761.

文章
- 德国学者裴德思：亲中的西方大学生是很难拿到毕业证的. （页面存档备份，存于） 昆仑策研究院. 北京. Dec 22, 2022.
- '裴德思：中华文明词汇遭遇西方‘翻译劫‘. 环球时报. 北京. Aug 17, 2020.
- Language Imperialism: "Democracy" in China. （页面存档备份，存于） The Japan Times. Tokyo. Nov 17, 2011.
- Falsch übersetztes Chinesisch （页面存档备份，存于）. DIE ZEIT. Feb 26, 2012.
- Western Translations Distort China's Reality. （页面存档备份，存于） The Korea Herald. Seoul. Apr 30, 2013.
- Lingualism: A New Frontier in Culture Studies. Asia Pacific World. Tokyo: Berghahn. Vol. 4, No. 1, pp. 32–35. 2013.
- China's fight against corruption is causing problems for companies （页面存档备份，存于）. Wall Street Journal. Jan 26, 2014.
- 中国的儒家圣诞节. （页面存档备份，存于） 儒家中国. 登封市人民政府. June 1, 2013.

采访
- China and the West Grow Closer through Higher Education Cooperation. （页面存档备份，存于） China Today. Beijing. Sep 25, 2013.
- Knowledge is a Polyglot: The Future of Global Language. （页面存档备份，存于） Big Think. New York. Oct 23, 2013.
- 裴德思：西方的中国研究有多虚伪？学习中国竟然不让去中国大陆. （页面存档备份，存于） (English: Dr. Pattberg: How hypocritical are China Studies in the West? Students told not to travel to Mainland China. 观察网. 上海. Dec 31, 2022.

记录
- 中华思想文化术语：传承文化 联通中外 沟通世界 （页面存档备份，存于） (English: Key Concepts in Chinese Thought and Culture. 北京时间BRTV. 北京. Jun 26, 2022.
- 裴德思： 怎么翻译中华文明的核心词 （页面存档备份，存于） （English: How to Translate Chinese Cultural Key Terminologies？. 外文出版社. 北京. April 20, 2014.
- 文明之旅: 梦里水乡江南镇 （页面存档备份，存于） （English: Journey of Civilization: Stadt Jiangnan, Water City of Dreams. CCTV-4中文国际频道. 北京. May 28, 2013.

专栏
- Time and Tide of Cultural Confidence u. a.. （页面存档备份，存于） China Today. Beijing. Oct 08, 2022.
- Truly global vocabulary needs 'untranslatable' Chinese terms u. a.. （页面存档备份，存于） Shanghai Daily. Shanghai. Juni 04, 2013.
- Democracy is the opiate for history's losers, as Japan proves u. a.. （页面存档备份，存于） South China Morning Post. Hong Kong. July 05, 2016.
- The Menticide Manual - How To Destroy The Mind u. a.. （页面存档备份，存于） Saker Blog. FL, USA. Oct 01, 2021.